# Isola di Hayes
L'isola di Hayes (in russo Остров Хейса, ostrov Hejsa) è un'isola russa che fa parte dell'arcipelago della Terra di Francesco Giuseppe, nell'Oceano Artico.

## Geografia

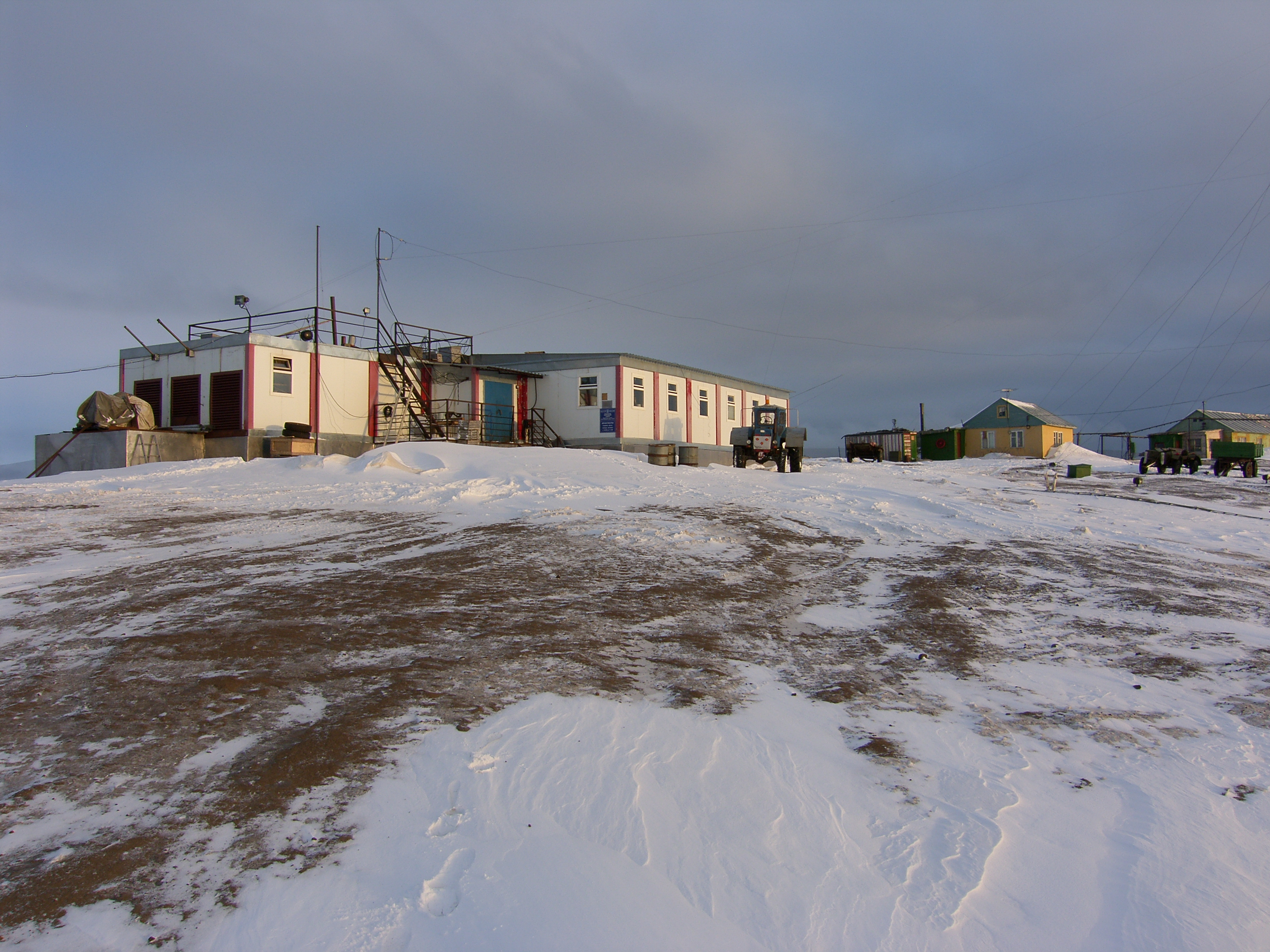
La stazione geofisica E. T. Krenkel’

L'isola si trova nella parte centrale dell'arcipelago, a nord dell'isola di Hall tra l'isola di Champ e la terra di Wilczek. L'isola di Hayes, per lo più libera dai ghiacci, ha una superficie di 132 km². Il punto più alto raggiunge i 242 m. A breve distanza dalla sua costa settentrionale si trova la piccola isola di Fersman e 7 km ad est si trova il gruppo delle isole del Komsomol da cui la divide lo stretto Austriaco. A nord lo stretto Ermak la divide dal sottogruppo delle Terra di Zichy, a sud lo stretto di Markham la separa dall'isola di Hall.

### Clima
| Isola di Hayes (1991-2020) Fonte: | Mesi         | Mesi         | Mesi         | Mesi         | Mesi         | Mesi         | Mesi        | Mesi        | Mesi         | Mesi         | Mesi         | Mesi         | Stagioni | Stagioni | Stagioni | Stagioni | Anno  |
| Isola di Hayes (1991-2020) Fonte: | Gen          | Feb          | Mar          | Apr          | Mag          | Giu          | Lug         | Ago         | Set          | Ott          | Nov          | Dic          | Inv      | Pri      | Est      | Aut      | Anno  |
| --------------------------------- | ------------ | ------------ | ------------ | ------------ | ------------ | ------------ | ----------- | ----------- | ------------ | ------------ | ------------ | ------------ | -------- | -------- | -------- | -------- | ----- |
| T. max. media (°C)                | −16,7        | −16,8        | −17,2        | −13,6        | −6,1         | 0,2          | 2,0         | 1,6         | −0,4         | −6,2         | −10,7        | −15,0        | −16,2    | −12,3    | 1,3      | −5,8     | −8,2  |
| T. media (°C)                     | −20,1        | −20,2        | −20,6        | −16,5        | −8,1         | −1,2         | 0,7         | 0,4         | −1,7         | −8,0         | −13,6        | −18,2        | −19,5    | −15,1    | 0,0      | −7,8     | −10,6 |
| T. min. media (°C)                | −23,3        | −23,6        | −23,8        | −19,2        | −10,1        | −2,5         | −0,2        | −0,6        | −3,0         | −10,0        | −16,4        | −21,4        | −22,8    | −17,7    | −1,1     | −9,8     | −12,8 |
| T. max. assoluta (°C)             | 1,9 (1974)   | 0,0 (1976)   | 1,6 (1985)   | 0,7 (1990)   | 2,6 (1995)   | 8,0 (1959)   | 10,3 (1979) | 8,4 (1988)  | 5,6 (2020)   | 3,8 (1986)   | 1,6 (2016)   | 1,7 (1993)   | 1,9      | 2,6      | 10,3     | 5,6      | 10,3  |
| T. min. assoluta (°C)             | −42,1 (1989) | −44,4 (1978) | −43,5 (1986) | −39,6 (1969) | −27,7 (1964) | −12,3 (1964) | −3,9 (1982) | −8,8 (1997) | −23,2 (1987) | −32,3 (1987) | −39,5 (1968) | −41,5 (1968) | −44,4    | −43,5    | −12,3    | −39,5    | −44,4 |
| Nuvolosità (okta al giorno)       | 6,9          | 7,1          | 7,2          | 6,9          | 8,5          | 8,7          | 8,9         | 9,0         | 9,3          | 8,4          | 7,2          | 6,8          | 6,9      | 7,5      | 8,9      | 8,3      | 7,9   |
| Precipitazioni (mm)               | 25           | 26           | 22           | 18           | 12           | 12           | 17          | 22          | 28           | 18           | 20           | 28           | 79       | 52       | 51       | 66       | 248   |
| Giorni di pioggia                 | 0            | 0            | 0,1          | 0,1          | 0,4          | 3,0          | 12,0        | 12,0        | 7,0          | 1,0          | 0,1          | 0,0          | 0,0      | 0,6      | 27,0     | 8,1      | 35,7  |
| Giorni di neve                    | 21           | 20           | 19           | 16           | 23           | 18           | 11          | 14          | 22           | 25           | 21           | 20           | 61       | 58       | 43       | 68       | 230   |
| Giorni di nebbia                  | 0,2          | 0,2          | 0,3          | 0,2          | 1,0          | 2,0          | 8,0         | 7,0         | 4,0          | 0,3          | 0,2          | 0,3          | 0,7      | 1,5      | 17,0     | 4,5      | 23,7  |
| Umidità relativa media (%)        | 82           | 82           | 80           | 81           | 85           | 88           | 91          | 92          | 90           | 86           | 84           | 83           | 82,3     | 82       | 90,3     | 86,7     | 85,3  |
| Vento (direzione-m/s)             | SE 6,4       | SE 5,9       | NE 5,8       | NE 5,7       | NE 5,3       | NE 5,1       | W 4,7       | W 4,7       | NE 6,0       | NE 6,5       | NE 6,2       | NE 6,1       | 6,1      | 5,6      | 4,8      | 6,2      | 5,7   |

## Storia
L'isola fu avvistata nel 1874 dalla spedizione austro-ungarica del Polo Nord. Julius von Payer ritenne che fosse una penisola dell'isola di Hall. Nel 1898, fu intitolata, dai membri della spedizione Wellman, all'esploratore polare americano Isaac Israel Hayes.
L'isola di Hayes è sede, dal 1957, di una stazione polare (80°37′21.76″N 58°02′25.53″E) che nel 1972 prese il nome di "Osservatorio Geofisico E. T. Krenkel'", in onore dell'esploratore polare russo Ėrnst Teodorovič Krenkel’ (Эрнст Теодорович Кренкель). Nel 2001 un incendio distrusse le strutture di alimentazione e alcuni edifici. In occasione dell'Anno polare internazionale 2007/2008, la stazione di ricerca sull'isola di Hayes è stata ricostruita attraverso una collaborazione russo-americana.
Un sito di lancio di razzi sovietico, ormai abbandonato, si trova su quest'isola. Dal 1956 al 1990 dall'isola sono stati lanciati 1.950 razzi-sonda, tra i quali il tipo MR-12.